# Pablo Cardozo
Pablo Cardozo (né le 23 décembre 1972 à Buenos Aires en Argentine) est un joueur de football international australien d'origine argentine, qui évoluait au poste d'attaquant.

## Biographie

### Carrière en club
Pablo Cardozo évolue en Australie, en Autriche, et en Grèce. Il dispute un total de 321 matchs en première division, inscrivant 135 buts. Il marque 21 buts en première division australienne lors de la saison 1999-2000, ce qui constitue sa meilleure performance à ce niveau.
Sa carrière en club est très longue puisqu'elle s'étale sur une durée de près de 25 ans.

### Carrière en sélection
Pablo Cardozo reçoit quatre sélections en équipe d'Australie lors de l'année 2000, inscrivant un but.
Lors de la Coupe d'Océanie de football 2000 remportée par son équipe, il joue un match contre les îles Salomon, inscrivant un but à cette occasion (victoire 6-0 des Australiens).

## Palmarès

### Palmarès en club
| Sydney Olympic - Championnat d'Australie : - Meilleur buteur : 1998-99 (18 buts). |  | Rapid de Vienne - Championnat d'Autriche : - Vice-champion : 1997-98. |  | Athinaïkós - Championnat de Grèce D2 (1) : - Champion : 1999-00. |

### Palmarès en sélection
Australie
- Coupe d'Océanie (1) :
  - Vainqueur : 2000.